# 武田双雲
武田 双雲（たけだ そううん、本名：武田 大智（たけだ だいち）、1975年6月9日 - ）は、日本の書道家。熊本県熊本市出身。身長185cm。

## 経歴
- 熊本市立尾ノ上小学校、熊本市立錦ヶ丘中学校、熊本マリスト学園高等学校、東京理科大学理工学部情報科学科卒業[4][5]。
- 東日本電信電話株式会社（NTT東日本）に営業職として2年半勤務[6]。
- 2016年頃に注意欠陥・多動性障害（ADHD）と診断されたことを公表している[7]。

## 書歴
元々書道の世界に行くことは全く考えていなかったためNTT東日本の営業部に就職。部内では字が上手いと評判だったが、ある女性社員の名前を代筆したところ、その筆跡を見た女性から「今までは自分の名前が嫌いだったけど、初めて自分の名前が好きになれた」と涙を流して感動され、それを機に翌日辞表を出して会社を退職、母・武田双葉の書道教室で1年間書を学び、その後ストリート書家としてスタート。20代半ばに初めて個展を開いた。路傍で道行く人の希望で即興で書くスタイルを披露、その後、墨を使った大字パフォーマンスでテレビなどに取り上げられ、NHKの大河ドラマのタイトル字などデザイン書の分野で注目される。
元来は左利きであり、書のときのみ右手を使う。ただし左手で書くことも可能。
スーパーコンピュータの京の字を書いた。
2019年6月、第38回ベスト・ファーザー イエローリボン賞 学術・文化部門を受賞。

## 家族・親族
| 続柄 | 名前     | 備考                                     |
| ---- | -------- | ---------------------------------------- |
| 父   | 武田圭二 | 競輪専門紙の記者、小倉競輪場のキャスター |
| 母   | 武田双葉 | 書道家                                   |
| 弟   | 武田双龍 | 書道家                                   |
| 弟   | 武田双鳳 | 書道家                                   |

## 提供
- NHK大河ドラマ「天地人」の題字
- スーパーコンピュータ「京」のロゴ
- クリネックスティシュー至高シリーズ「羽衣」の羽衣の字
- 『劇場版 HUNTER×HUNTER -The LAST MISSION-』の手ぬぐいの題字

冨樫義博作品を『幽☆遊☆白書』時代から読んでおり、その縁で『劇場版 HUNTER×HUNTER -The LAST MISSION-』製作スタッフがコラボレージョン企画を持ちかけ、来場者先着50万名へ提供される手ぬぐいの題字を手がけた。
- セガ（後のセガ・インタラクティブ）「戦国大戦」のロゴ及び武将カードの名前の字[16]
- JRA「第56回宝塚記念」ファン投票の題字[17]
- バスクリン「日本の名湯」のブランドロゴ[18]
- 映画『聯合艦隊司令長官 山本五十六 -太平洋戦争70年目の真実-』タイトル書
- 北海道テレビ放送「素晴らしい世界」の題字
- 『マンダロリアン』 シーズン2「我らの道」アートビジュアル日本版[19]
- 東京理科大学(出身大学)葛飾校舎学校名石碑[20]

## 著書
- 武田双雲『「書」を書く愉しみ』光文社〈光文社新書〉、2004年12月14日。ISBN 978-4334032845。
- 武田双雲『書愉道-双雲流自由書入門』池田書店、2005年9月16日。ISBN 978-4262145150。
- 武田双雲『たのしか』ダイヤモンド社、2006年4月14日。ISBN 978-4478703465。
- 武田双雲『ひらく言葉』河出書房新社、2008年6月1日。ISBN 978-4309018669。
- 武田双雲『書本 漢字』池田書店、2008年7月29日。ISBN 978-4262145280。
- 武田双雲『しょぼん ひらがな』池田書店、2008年7月29日。ISBN 978-4262145273。
- 武田双雲『カルボナーラばかり注文するな―双雲流自分への小言』春陽堂書店、2009年1月。ISBN 978-4394902645。
- 武田双雲『書の道を行こう』PHP研究所〈YA心の友だちシリーズ〉、2009年4月23日。ISBN 978-4569689500。
- 武田双雲『世界一受けたい生き方の授業―365日、楽しく生きる“ツボ”』三笠書房〈知的生きかた文庫〉、2009年8月20日。ISBN 978-4837978077。
- 武田双雲『武田双雲 戦国武将を書く』ぴあ〈天地人 OFFICIAL BOOK〉、2009年9月30日。ISBN 978-4835617435。
- 武田双雲『漢字パワー』ビー・エヌ・エヌ新社、2009年12月9日。ISBN 978-4861006616。
- 武田双雲『武田双雲の墨書七十二候 季節を伝えることば』朝日新聞出版〈朝日新書〉、2010年4月13日。ISBN 978-4022733337。
- 武田双雲『武田双雲にダマされろ~人生が一瞬で楽しくなる77の方法』主婦の友社、2010年4月28日。ISBN 978-4072703663。
- 武田双雲『上機嫌のすすめ』平凡社〈平凡社新書〉、2010年5月15日。ISBN 978-4256192535。
- 武田双雲『双雲流コミュニケーション』毎日新聞社〈平凡社新書〉、2010年9月18日。ISBN 978-4620320137。
- 武田双雲『ポジティブの教科書 ― 自分も周りの人も幸運体質になる3つの基本と11の法則』主婦の友社、2013年11月29日。ISBN 978-4-07-293108-0
- 武田双雲『むなしさの正体』2015年、朝日新聞出版、ISBN 978-4-02-251329-8
- 武田双雲『丁寧道 ストレスから自由になれる最高メソッド』祥伝社、2021年12月1日。ISBN 978-4-396-61770-7
- 『「ありがとう」の教科書 良いことばかりが降りそそぐ感謝の技術30』2022年、すばる舎、ISBN 9784799110423

## 出演

### ドキュメンタリー
- SWITCHインタビュー 達人達「瀬﨑祐介×武田双雲」（2021年10月16日、NHK Eテレ）[21]